# Nebulisator

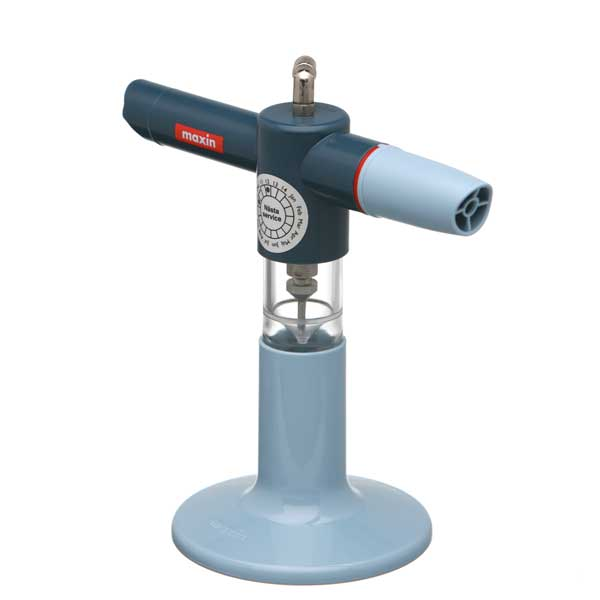
Nebulisator.

En nebulisator är ett medicintekniskt hjälpmedel som genererar en fin aerosol för inhalation av till exempel luftrörsvidgande läkemedel som är vätskor. Skall pulver inhaleras används istället en inhalator.